# Канеоге (Гаваї)
Канеоге (англ. Kaneohe) — переписна місцевість (CDP) в США, в окрузі Гонолулу штату Гаваї. Населення — 37 430 осіб (2020).

## Географія
Канеоге розташований за координатами 21°24′33″ пн. ш. 157°47′20″ зх. д. / 21.40917° пн. ш. 157.78889° зх. д. (21.409115, -157.789015).  За даними Бюро перепису населення США в 2010 році переписна місцевість мала площу 21,88 км², з яких 16,91 км² — суходіл та 4,97 км² — водойми.

### Клімат
| Клімат : Канеоге      | Клімат : Канеоге | Клімат : Канеоге | Клімат : Канеоге | Клімат : Канеоге | Клімат : Канеоге | Клімат : Канеоге | Клімат : Канеоге | Клімат : Канеоге | Клімат : Канеоге | Клімат : Канеоге | Клімат : Канеоге | Клімат : Канеоге | Клімат : Канеоге |
| Показник              | Січ.             | Лют.             | Бер.             | Квіт.            | Трав.            | Черв.            | Лип.             | Серп.            | Вер.             | Жовт.            | Лист.            | Груд.            | Рік              |
| Середній максимум, °C | 26,7             | 26,4             | 26,7             | 27,1             | 28,5             | 29,2             | 29,4             | 29,9             | 29,9             | 29,4             | 27,9             | 26,8             | 28,2             |
| Середній мінімум, °C  | 19,8             | 19,8             | 20,2             | 20,8             | 21,8             | 22,8             | 23,3             | 23,6             | 23,4             | 22,9             | 22,0             | 20,7             | 21,8             |
| --------------------- | ---------------- | ---------------- | ---------------- | ---------------- | ---------------- | ---------------- | ---------------- | ---------------- | ---------------- | ---------------- | ---------------- | ---------------- | ---------------- |
| Джерело: WRCC         |                  |                  |                  |                  |                  |                  |                  |                  |                  |                  |                  |                  |                  |

## Демографія
Згідно з переписом 2010 року, у переписній місцевості мешкало 34 597 осіб у 11 138 домогосподарствах у складі 8490 родин. Густота населення становила 1581 особа/км².  Було 11553 помешкання (528/км²).
Расовий склад населення:
| - 36,9 % — азіатів - 20,5 % — білих - 9,2 % — вихідців з тихоокеанських островів - 0,6 % — чорних або афроамериканців - 0,3 % — корінних американців |

До двох чи більше рас належало 31,8 %. Частка іспаномовних становила 8,4 % від усіх жителів.
За віковим діапазоном населення розподілялося таким чином: 20,8 % — особи молодші 18 років, 61,5 % — особи у віці 18—64 років, 17,7 % — особи у віці 65 років та старші. Медіана віку мешканця становила 41,9 року. На 100 осіб жіночої статі у переписній місцевості припадало 94,7 чоловіків;  на 100 жінок у віці від 18 років та старших — 93,0 чоловіків також старших 18 років.
Середній дохід на одне домашнє господарство  становив 98 846 доларів США (медіана — 84 626), а середній дохід на одну сім'ю — 105 088 доларів (медіана — 92 262). Медіана доходів становила 56 972 долари для чоловіків та 43 238 доларів для жінок. За межею бідності перебувало 6,3 % осіб, у тому числі 6,9 % дітей у віці до 18 років та 3,4 % осіб у віці 65 років та старших.
Цивільне працевлаштоване населення становило 16 985 осіб. Основні галузі зайнятості: освіта, охорона здоров'я та соціальна допомога — 24,3 %, мистецтво, розваги та відпочинок — 11,4 %, роздрібна торгівля — 10,8 %, публічна адміністрація — 10,4 %.